# Лик (село)
Вижте пояснителната страница за други значения на Лик.
Лик е село в Северозападна България, община Мездра, област Враца.

## География
Село Лик се намира на около 21 km югоизточно от областния център Враца и около 7 km юг-югоизточно от общинския център Мездра. Разположено е в Западния Предбалкан, в северните разклонения на планинския рид Гола глава. Надморската височина в центъра на селото при църквата е около 282 m. През източния край на село Лик протича в посока от юг към север Лишка река – десен приток на река Искър, която приема и водите на протичащ през селото от запад свой ляв приток (срещан с името Бреложнишка река).
Общинският път, минаващ през село Лик, води на северозапад през село Дърманци към връзка с първокласния републикански път I-1 (част от Европейски път Е79) и по него на север към Мездра, а на североизток към селата Ослен Криводол, Синьо бърдо и други.
Землището на село Лик граничи със землищата на: село Брусен на север; село Царевец на североизток; село Ослен Криводол на изток; село Липница на юг; село Типченица на югозапад; село Дърманци на запад.
Населението на село Лик, наброявало 1694 души при преброяването към 1934 г., намалява до 784 към 1985 г. и 278 (по текущата демографска статистика за населението) към 2020 г.
При преброяването на населението към 1 февруари 2011 г., от обща численост 391 лица, за 379 лица е посочена принадлежност към „българска“ етническа група.

## История
През 1873 г. Васил Левски основава революционен комитет. Това става в къщата на Нецо, която и до днес е запазена. На фасадата има надпис, удостоверяващ събитието. В близост до селото е местността Креща, през средновековието там е имало крепост, която е била разрушена от турците.
Килийно училище в село Лик е основано през 1866 г. Училищна сграда е построена през 1891 г. Учебните занимания са прекъснати по време на Балканската война. От 1921 г. училището става прогимназия. През 1951 г. започва строежът на ново училище, което действа от учебната 1954/1955 г. През 1962 г. към училището е открито общежитие за учениците от село Ослен Криводол. През 1965 – 1966 г. в селото е построена нова училищна сграда. През 1973 г. към училището е открит интернат за морално застрашени деца и училището е преобразувано на Основно училище – интернат „Климент Охридски“. Части от сградата са преустроени за спални и други помощни помещения. През 1989 г. Основно училище „Климент Охридски“ е преобразувано в Социално – педагогически интернат към Министерството на образованието и науката. В интерната се обучават 80 деца, включително деца от селото. През 2013 г. Социално – педагогическият интернат в село Лик е закрит.

## Население
Преброяване на населението през 2011 г.
Численост и дял на етническите групи според преброяването на населението през 2011 г.:
|                     | Численост | Дял (в %) |
| Общо                | 391       | 100,00    |
| Българи             | 379       | 96,93     |
| Турци               | 0         | 0,00      |
| Цигани              | 6         | 1,53      |
| Други               | 0         | 0,00      |
| Не се самоопределят | 0         | 0,00      |
| Неотговорили        | 2         | 0,51      |

## Обществени институции
Село Лик към 2022 г. е център на кметство Лик.
В село Лик към 2022 г. има:
- действащо читалище „Наука – 1919“;[8][9]
- православна църква „Свети Атанасий Велики“;[10]
- пощенска станция.[11]

## Редовни събития
Съборът на селото е на 16 май. Всяка година се прави точно на деня.